# Martelletto d'emergenza

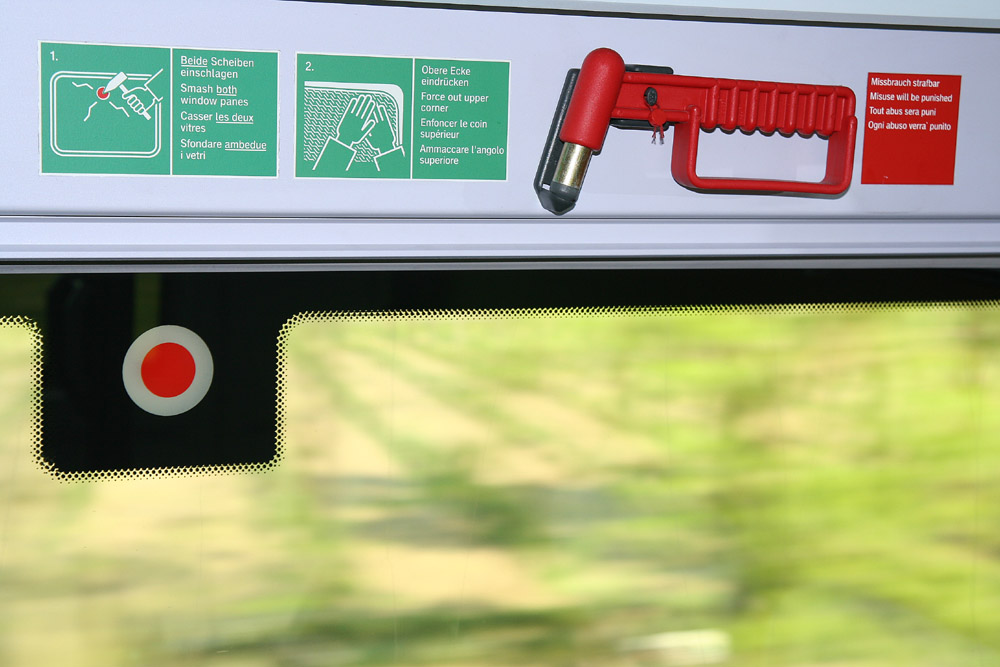
Un martelletto con relative istruzioni d'uso su un treno ad alta velocità.

Il martelletto d'emergenza è il comune martello in dotazione di vari veicoli destinati al trasporto pubblico e privato e che presentano vetrature. La sua posizione viene adeguatamente segnalata e il suo utilizzo è quello di poter velocemente aprire una uscita di emergenza dal veicolo stesso nel caso di incidenti. I mezzi che più frequentemente ne sono provvisti sono autobus e treni.
Il colore comunemente usato per l'identificazione del martelletto è il rosso, colore d'emergenza con il quale si può distinguerlo anche se non disposto nella propria sede.

## Normativa e standard

Segnaletica standard per segnalare l'ubicazione di un martelletto d'emergenza secondo la norma internazionale ISO 7010